# Honkai Impact 3rd
Honkai Impact 3rd  là một game mobile nhập vai 3D hành động miễn phí được phát triển bởi miHoYo. Đây là mục thứ ba trong sê-ri Honkai và là người kế thừa tinh thần của Honkai Gakuen, sử dụng nhiều nhân vật từ tựa game trước trong một câu chuyện hoàn toàn riêng biệt. Trò chơi có điểm đáng chú ý là kết hợp nhiều thể loại từ hack và slash và mô phỏng xã hội đến các yếu tố của mưa đạn, platforming, shoot 'em up và phiêu lưu qua các chế độ chơi đơn và nhiều người chơi.
Ngoài trò chơi trên thiết bị di động, cốt truyện của Honkai Impact 3rd mở rộng qua nhiều phương tiện bổ sung bao gồm một bộ anime, nhiều bộ manhua, và các video quảng cáo.
Hiện tại tựa game đã được phát hành trên toàn cầu với 6 máy chủ (tính đến phiên bản v5.9 của game), trong đó Trung Quốc sẽ do MiHoYo phát hành, 5 máy chủ còn lại [EU/NA (Quốc Tế), KR (Hàn Quốc), TW (Đài Loan, Hồng Kông, Macao), SEA (Đông Nam Á và Australia), JP (Nhật Bản)] sẽ do HoYoverse (Thương hiệu của đơn vị COGNOSPHERE PTE. LTD) phát hành.

## Tổng quan
Honkai Impact 3rd cho phép người chơi điều khiển một đội gồm tối đa ba nhân vật, được gọi là "Valkyries", trong trận chiến thời gian thực chống lại nhiều kẻ thù khác nhau. Trong trận chiến, người chơi có thể tự do di chuyển nhân vật của mình xung quanh chiến trường và chuyển đổi giữa ba Valkyries được triển khai của họ để thích nghi với nhiều loại kẻ thù khác nhau. Mỗi Valkyrie có các đòn tấn công, né tránh, chuyển đổi và kỹ năng tối thượng riêng, cũng như một loại thuộc tính riêng dựa trên Oẳn tù tì để hoàn thành các vai trò khác nhau của đội. Chỉ số và kỹ năng của Valkyrie có thể được tùy chỉnh với nhiều loại vũ khí và trang bị khác nhau, có thể được cải thiện bằng cách sử dụng tài nguyên trong trò chơi. Trang bị (được gọi là "Vết thánh"), vũ khí và Valkyries có thể thu được thông qua chế tạo trong trò chơi hoặc thông qua hệ thống gacha. 
Các chế độ trò chơi một người chơi bao gồm chiến dịch "Cốt truyện", bao gồm các giai đoạn ngắn được nhấn mạnh bởi đoạn hội thoại trong các đoạn phim cắt cảnh (CG) và video chuyển động đầy đủ (FMV), "Biên niên sử", một loạt các câu chuyện bên lề khám phá các câu chuyện hậu trường của Valkyries và "Thế giới mở", cho phép khám phá một thế giới rộng mở để thu thập tài liệu và hoàn thành các nhiệm vụ thử thách khác nhau, cùng với cốt truyện của chính nó. Hiện tại có 3 thế giới mở gồm Sakura Luân Hồi, Tổng bộ Destiny và Kỷ lược Hậu Honkai. Trò chơi có nhiều chế độ hợp tác và cạnh tranh nhiều người chơi như "Co-Op Raid" (hoặc Matrix Space), nơi người chơi hợp tác để mở khóa vũ khí huyền thoại; "Chiến trường kí ức", nơi các người chơi cạnh tranh với một nhóm boss để giành điểm cao nhất; và "Biển Dirac" (hoặc Biển lượng tử), nơi người chơi cố gắng tiến xa nhất có thể thông qua một loạt các trận chiến để tranh giành điểm số cao. Người chơi có thể tham gia cùng các nhóm người chơi khác, được gọi là "Hải Quân", cho phép có nhiều cơ hội hơn cho các sự kiện và phần thưởng. Hải Quân cho phép trao đổi về vật liệu và tài nguyên từ những người chơi khác trong Hải Quân, tham gia hải quân có thể chiến đấu trong Phòng tác chiến mô phỏng, nơi người chơi sử dụng nhân vật thử nghiệm hoặc nhân vật đã có để chiến đấu. "Test chức năng", nơi người chơi có thể trải nghiệm các chức năng mới của phiên bản hiện tại.
Bên ngoài các trận chiến, Honkai Impact 3rd cho phép người chơi tương tác với các nhân vật Valkyrie và Vết thánh thông qua chế độ "Ký túc xá". Sau khi hoàn thành các nhiệm vụ cụ thể của mỗi Valkyrie và Vết thánh, họ có thể di chuyển vào ký túc xá, trong đó có thể thấy thông tin nhân vật mới và các cuộc đối thoại giữa các nhân vật đó. Người chơi có thể chế tạo nhiều mảnh đồ nội thất khác nhau và thiết kế bố trí các phòng ký túc xá để tăng "sự tương thích" cho các Valkyrie và Vết thánh trong đó. Mức độ tương thích cao hơn cho phép người chơi tăng cấp giới hạn ký túc xá của họ để trang trí phức tạp hơn. Người chơi có thể truy cập và xem cách bố trí ký túc xá được trang trí của những người chơi khác.
Người chơi cũng có thể làm công hoặc làm viễn chinh để nhận tài nguyên.
Cơ chế chơi trò chơi phụ bao gồm các minigame khác nhau kết hợp mưa đạn, platforming và bắn các yếu tố cho phép người chơi thu thập các vật liệu chế tạo và những trải nghiệm khác nhau. Các sự kiện theo mùa có thời gian giới hạn cũng có thể bao gồm các kiểu chơi như thu thập mảnh và battle royale thường không thấy xuất hiện trong các chế độ chơi chính.

### Vũ khí
Mỗi Valkyrie có thể trang bị một loại vũ khí. Các loại vũ khí trong trò chơi bao gồm pháo, súng đôi, đại kiếm, liềm, tachi, thánh giá, bộ quyền, thương kỵ sĩ, cung, chakram. Người chơi có thể có được vũ khí thông qua việc mua sắm tại cửa hàng (sử dụng Cộng hưởng vũ trang), bộ sưu tập các mảnh vũ khí (Ủy thác treo thưởng), gacha, một phần của hoạt động hàng ngày và các cách khác. Sau khi người chơi có được vũ khí, họ có thể nâng cấp và tiến hóa vũ khí để cải thiện hiệu ứng thuộc tính.

### Vết thánh
Mỗi Valkyrie có thể mặc ba Vết thánh. Người chơi có thể tăng sức tấn công, HP, phòng thủ, hội tâm, skill quan trọng và các hiệu ứng thuộc tính khác trong khi các nhân vật đó đeo nhiều Vết thánh khác nhau.
Hệ thống Vết thánh có thể được chia thành ba loại: top (C), mid (T) và bot (H), tương ứng với các thuộc tính của tấn công, phòng thủ và phụ trợ. Người chơi cũng có thể kích hoạt hiệu ứng bộ khi mặc hai hoặc ba Vết thánh của cùng một bộ. Người chơi có thể có được Vết thánh thông qua việc hoàn thành giai đoạn trò chơi và gacha. Sau khi người chơi có được Vết thánh, họ có thể cường hóa, tiến hóa, bồi dưỡng phụ tố để cải thiện Vết thánh 

### Tăng cường vật phẩm
Người chơi có thể tăng cường chỉ số của Valkyrie bằng cách "tăng cường" vũ khí (tăng cấp) và Vết thánh. Sau khi "tăng cường", thiết bị có thể nhận được hiệu ứng thuộc tính tốt hơn.
Các vật phẩm EXP bao gồm: Kết tinh linh hồn- kép, Kết tinh linh hồn, Mảnh linh hồn và Pha lê trang bị- Sơ

### Nâng cấp vật phẩm
Người chơi có thể cải thiện hiệu ứng thuộc tính của thiết bị bằng cách nâng cấp vũ khí và Vết thánh. Tất cả vũ khí hoặc Vết thánh đều có thể nâng cấp cấp sao thông qua "Tiến hóa". Sau khi tiến hóa, giới hạn cấp độ tối đa tăng lên, cho phép hiệu ứng tốt hơn từ vũ khí. Vũ khí và Vết thánh tiên tiến hơn yêu cầu vật liệu nâng cấp tiên tiến hơn. Người chơi có thể có được nguyên liệu nâng cấp bằng cách thách thức tất cả các loại cốt truyện, trích xuất từ nguồn cung cấp, mua trong cửa hàng, v.v.
Các vật phẩm tiến hóa sao gồm: Gương di dời, Ý chí Hiyokan- Kép, Đá Honkai (ghép 3 điểm kết tinh), Lò phản ứng Mini, Ý chí Hiyokan, Nòng Súng titan, Mảnh Hiyokan và Mảnh Đại kiếm.

### Tiền tệ
Tiền tệ chính là pha lê, trong đó có các phương pháp thu thập được không cao cấp khác nhau.
Ngoài ra còn có vàng và tinh thạch.

## Nội dung chính

### Bối cảnh trò chơi
Honkai Impact 3rd lấy bối cảnh tại một phiên bản khác của Trái đất, bị ảnh hưởng bởi những thảm họa do "Honkai" (tạm dịch là "Băng Hoại"). Honkai phần lớn được xem là một thế lực độc ác với ý chí của riêng mình, có thể khiến con người thành những sinh vật bất tử, xuất hiện dưới hình dạng những con quái vật khác nhau và chọn ra những cá thể khác nhau được gọi là "Herrschers" để thấm nhuần sức mạnh giống như thần kích hoạt sự kiện tận thế. Honkai là một hiện tượng tuần hoàn, quay trở lại kết thúc nền văn minh trên Trái đất mỗi khi nó trở nên quá tiến bộ - Kỷ nguyên trước đó đã kết thúc 50.000 năm trước khi trò chơi bắt đầu, sau khi Herrscher thứ 14 đánh bại loài người.
Trong thời đại ngày nay, nhiều phe phái, tổ chức toàn cầu tồn tại để chiến đấu hoặc tận dụng sức mạnh của Honkai. Chúng bao gồm "Schicksal", một tổ chức gìn giữ hòa bình có trụ sở tại châu Âu triển khai các chiến binh loài người được gọi là Valkyries để chiến đấu với Honkai; "Anti-Entropy", trước đây là chi nhánh Schicksal ở Bắc Mỹ phản đối việc sử dụng binh lính của con người để ủng hộ robot cơ giới; và "World Serpent", một tổ chức ngầm thao túng các sự kiện kể từ khi kết thúc Kỷ nguyên trước.
Trước khi câu chuyện bắt đầu, ba sự thức tỉnh của Herrscher đã xảy ra trong Kỷ nguyên hiện tại: Herrscher of Reason, người trở thành thủ lĩnh của Anti-Entropy thay vì chiến đấu với loài người, Herrscher of the Void, người đã bị Schicksal phong ấn trong hoàn cảnh bí ẩn, và Herrscher of Thunder, người đã bị ngăn chặn hoàn toàn thức tỉnh và được phái đi để rèn luyện sức mạnh của mình như một Valkyrie tại trường St.Freya của Schicksal.

### Cốt truyện
Cốt truyện của Honkai Impact 3 kéo dài trên nhiều phương tiện bổ sung bao gồm một bộ anime,  nhiều bộ manhua, và các video quảng cáo.
Câu chuyện của trò chơi bắt đầu với ba nhân vật Valkyries đang huấn luyện (Kiana Kaslana, Mei Raiden và Bronya Zaychik) lên chiếc Selene, một tàu chiến bay của địch. Cả ba điều khiển tàu chiến, sau đó đánh bại Bronya khi cô bị kiểm soát đột ngột. Sau khi thực hiện nhiệm vụ thành công, các cô gái tham gia một kỳ thi tốt nghiệp, trong đó một giọng nói bí ẩn liên lạc với Kiana và thông báo cho cô về cha mẹ đã mất của mình, Siegfried Kaslana và Cecilia Schariac.
Valkyries sau đó được phái đến Chi nhánh Châu Đại Dương của Schicksal để lấy lại Gem of Desire sau vụ phun trào Honkai địa phương tàn phá khu vực. Bộ ba phát hiện ra Wendy, người được cấy ghép Gem of Desire, và biết rằng Wendy đã kích hoạt Honkai Eruption do sự căm ghét Schicksal, thứ đã làm tê liệt Wendy. Bronya bị khống chế một lần nữa và tấn công, khiến cho Wendy biến thành Herrscher. Mặc dù Mei và Kiana có thể khuất phục cả hai cô gái, nhưng lực lượng Anti-Entropy xuất hiện và Bronya bắt cóc Wendy và Mei. Valkyries sau đó đã theo dõi Anti-Entropy cho ME Corp bị tấn công với sự hỗ trợ của Bronya. Ở đó, Bronya phá hủy biochip trong não của cô để giải thoát bản thân khỏi sự kiểm soát của Cocolia và cho phép Valkyries trốn thoát, nhưng bỏ lại Wendy.
Tìm kiếm một cách để hồi sinh Bronya, Theresa Apocalypse tạo ra một bảng dữ liệu ảo để tìm dữ liệu trên biochip. Kiana được chuyển đến một khu giải trí của Siberia trong năm 2000 ở giữa cuộc chiến Honkai lần thứ 2. Kiana gặp các tác phẩm tái tạo ảo ảnh của cha mẹ cô, Siegfried và Cecilia, và trong khi Siegfried bị thương nặng, Kiana và Cecilia hợp tác và đánh bại thành công một trò giải trí của 2nd Herrscher, Sirin. Sau thất bại của Sirin, người ta đã tiết lộ rằng những sự kiện mà Kiana trải qua là ảo giác được tạo ra từ mong muốn của Kiana bởi Sirin. Fu Hua bắt Kiana và đưa cô đến Schicksal HQ.
Theresa, Mei và Himeko kết đồng minh với các lực lượng chống Entropy và tấn công HQ Schicksal để cứu Kiana, vi phạm hiệp định phòng thủ của nó với Selene và Hyperion. Trong khi Valkyries thành công trong việc thâm nhập vào Schicksal HQ, Rita Rossweisse và Fu Hua bắt giữ Himeko và Tesla. Apocalypse Otto đã tái sinh thành công Sirin bằng cách sử dụng cơ thể của Kiana làm vật chủ. Sirin phái Mei, Theresa, và các lực lượng chống Entropy và lôi kéo Fu Hua tham gia chiến đấu, đánh cắp sức mạnh của Herrscher thứ 3 trong quá trình này. Himeko và Tesla, với sự giúp đỡ của Fu Hua, có được một lọ huyết thanh chống Honkai và một trận chiến nguyên mẫu thấm nhuần sức mạnh của Herrscher of Flames. Himeko vào chiến trường và giao chiến với Sirin, chiến đấu trong khi cô ta đứng yên. Einstein sử dụng khẩu súng thần công của Selene vào Sirin, buộc cô phải rút lui vào "Không gian vô tận" với Himeko cũng bị kéo vào. Himeko đấu tay đôi với Sirin trong Không gian vô tận và tiêm huyết thanh chống Honkai vào Sirin, khiến cô trở lại Kiana. Chịu tổn thất lớn, các cỗ máy Valkyries và Anti-Entropy còn lại rút lui, và thế giới bị tàn phá nặng nề sau cuộc tấn công của Sirin. Himeko và Kiana đều mất tích.
Bốn tháng sau cuộc tấn công của Sirin, Mei, Theresa và Bronya cố gắng gặp gỡ một đại lý intel tên Gray Serpent ở Arc City, người tuyên bố đã nhìn thấy Herrscher of the Void, nhưng không biết rằng Otto Apocalypse cũng đã gửi Rita để lấy thông tin của anh ta. Rita dường như giết Gray Serpent và đánh cắp bộ cấy từ tính của anh ta, dẫn đầu Valkyries bắt cóc một cô gái cyborg tên là Ningyo. Trước khi họ có thể trích xuất thông tin của Ningyo, Rita chặn Valkyries, đánh cắp dữ liệu và định dạng bộ nhớ của Ningyo. Trong khi Einstein và Tesla cố gắng lấy lại ký ức đã mất của Ningyo, nhóm nghiên cứu được liên lạc bởi Cocolia, người đã thuyết phục họ giúp tìm ra Gem of Desire. Grey Serpent, tìm cách thanh toán cho vụ đánh cắp Ningyo của Valkyrie, đột nhập vào Selene. Khi Bronya theo Gray Serpent vào không gian ảo, anh ta bẫy Bronya trong một mê cung dữ liệu được hình thành từ ký ức của cô để ngăn cản cô. Bronya có thể trốn thoát, mặc dù cô chứng kiến một kỷ lục của Herrscher thứ nhất, Welt Yang và Einstein chiến đấu với World Serpent, người bị phong ấn trong Biển Quanta.
Bronya, Theresa và Einstein du hành tới The Deep, nơi Bronya được đoàn tụ với Catioia và những người bạn thời thơ ấu Rozalia và Liliya. Cocolia thông báo cho bộ ba biết rằng Gem of Desire đã bị mất ở Biển Quanta và phải được lấy lại. Trong khi Einstein chuẩn bị tiến vào Eye of the Deep, một cánh cổng dẫn đến Biển Lượng Tử, Bronya cố gắng hòa giải với Cocolia. Khi Einstein phát hiện ra Coccia đang âm mưu với Grey Serpent, Grey Serpent tấn công Einstein và cô biến mất. Một bầy Honkai xuất hiện từ Eye of the Deep và tấn công, khiến Bronya lao xuống biển Lượng Tử một mình. Ở biển, Bronya được chào đón bởi Joachim, một mảnh của Welt Young. Joachim gửi Bronya đến nhiều vũ trụ bỏ túi như một bài kiểm tra, trong đó Bronya được đoàn tụ với Seele Vollerei (người bạn thời thơ ấu của Bronya bị mắc kẹt trong trạng thái lượng tử sau Dự án X-10 thất bại nhiều năm trước). Trong nỗ lực giúp Seele ra khỏi lượng tử, họ quyết tâm cùng nhau trốn thoát.
Sau khi dọn sạch một số quái thú honkai và bị tách ra, Seele và Bronya đã tái hợp và cố gắng thoát khỏi mê cung. Hai cô gái đến rìa Lượng Tử nhưng bị các xúc tu đen bắt. Bronya hy sinh và cắt những xúc tu trói buộc Seele, chịu khuất phục trước những xúc tu. Tuy nhiên, Seele không đồng ý với sự bất lực của cô và Dark Seele (Veliona) cuối cùng cũng đồng ý cho cô mượn sức mạnh của mình cho Seele, và họ sử dụng sức mạnh tổng hợp của mình để giải cứu Bronya.
Trở lại Kiana; Sau khi giành lại quyền kiểm soát cơ thể, cô đã phải sống lưu vong một mình trong Thành Thiên Khung để không làm tổn thương người khác bằng tính cách Herrscher. Một đêm nọ, cô đang chiến đấu với quái thú Honkai khi Sirin tìm cơ hội hành hạ và tẩy não Kiana, cố gắng đánh thức lại Herrscher. May mắn thay, Fu Hua vào được tâm trí của Kiana và đuổi Sirin đi. Kiana ban đầu căm ghét Fu Hua, nhưng Fu Hua nói với Kiana rằng ý chí tinh thần của họ được kết hợp mãi mãi nhờ vào sức mạnh của Key of Deity và Kiana phải tự mình học cách kiểm soát sức mạnh của Herrscher. Dưới sự huấn luyện của Fu Hua, Kiana cuối cùng cũng thành công và quay trở lại chiến đấu chống lại Honkai ở Thành Thiên Khung.

## Phát triển
Đội ngũ sản xuất cho Honkai Impact 3rd đã phát triển ban đầu từ 7 người đến đội ngũ hơn 200 nhân viên vào năm 2018. Mihoyo cung cấp một lượng nhỏ tiền tệ trong trò chơi cho người dùng điền vào các cuộc khảo sát về trải nghiệm của họ trong trò chơi, cho phép các nhà phát triển trò chơi điều chỉnh các sự kiện trong tương lai và điều chỉnh trò chơi. Do đó, Honkai Impact 3rd nằm trong một hệ thống được cập nhật liên tục, vá các bản sửa lỗi và thay đổi hoặc thêm nội dung mới nhiều lần mỗi năm. Trò chơi đã có nhiều thay đổi đáng kể từ khi ra mắt, bao gồm viết lại toàn bộ hai chương đầu tiên của câu chuyện trong bản cập nhật tháng 12 năm 2018. Các nhà phát triển tuyên bố rằng quyết định của họ là để biến Honkai Impact 3rd nằm trong hệ thống trò chơi kiếm tiền miễn phí (chứ không phải là một trò chơi cao cấp hoặc phải trả phí) với mục đích khiến cho trò chơi trở nên sẵn sàng hơn cho mọi người chơi. Devil May Cry và Bayonetta đã ảnh hưởng đáng kể đến các ý tưởng của các nhà phát hành game cho hệ thống chiến đấu của Honkai Impact 3rd.
Sau một vài năm người dùng giả lập trò chơi Honkai Impact 3rd trên máy tính  và việc cập nhật khiến việc giả lập trở nên khó khăn hơn, phiên bản PC chính thức của trò chơi đã được phát triển, phát hành ra công chúng vào ngày 26 tháng 12 năm 2019.

### Manhua
Honkai Impact 3rd có một manhua nối tiếp đang được phát hành cùng tên bằng tiếng Trung  và bằng tiếng Anh. Manhua bắt đầu trước Chương 1 của câu chuyện chính nhằm mục đích bổ sung và bổ sung cốt truyện trong trò chơi, và thường hay bao gồm nguồn gốc các nhân vật. Một số chiến hạm trong trò chơi được mặc bởi Valkyries cũng được minh họa trong manhua. Manhua có ba tiêu đề prequel và một tiêu đề chính.

## Đón nhận

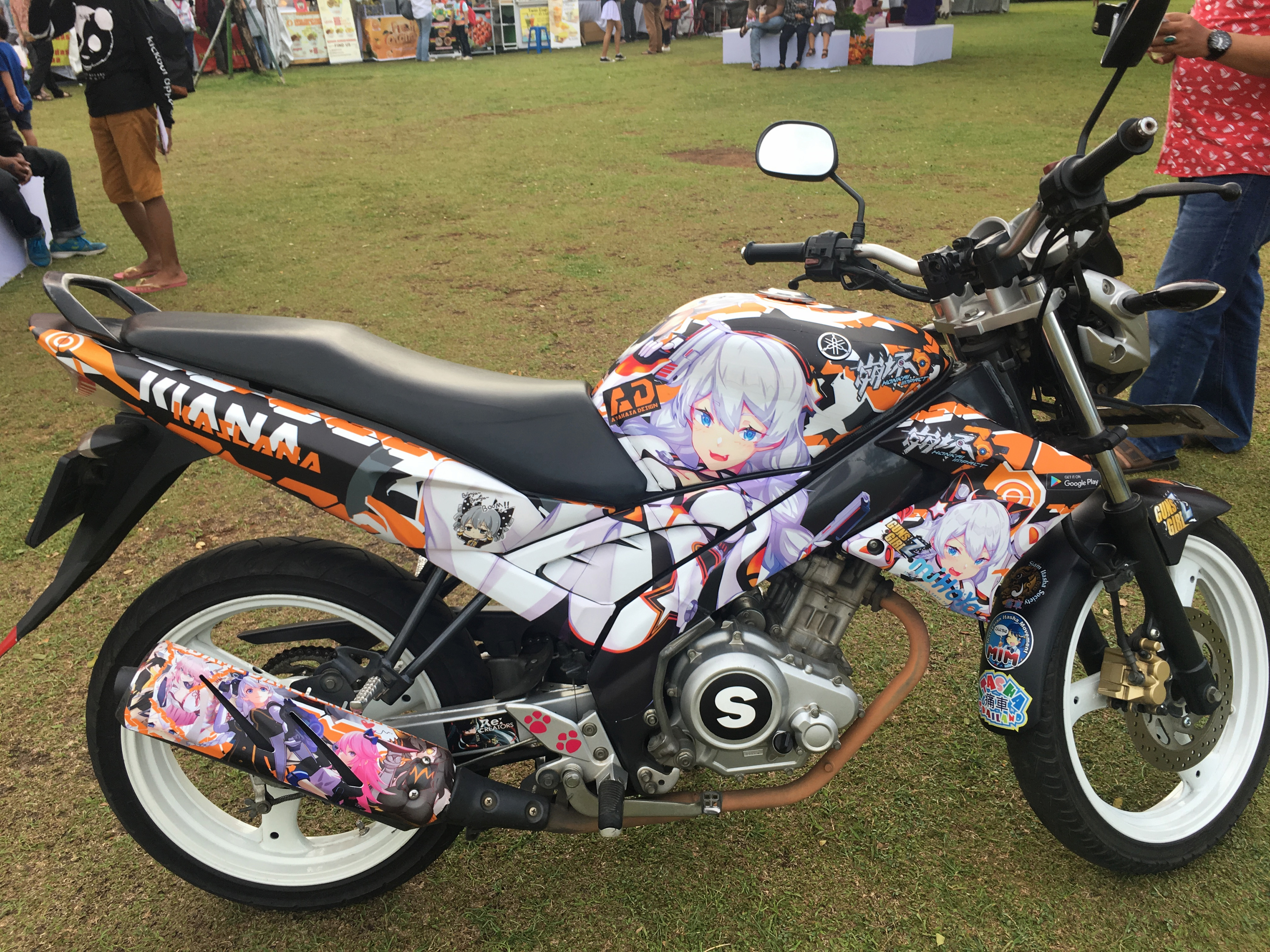
A Honkai Impact 3rd-themed itansha ở Indonesia.

Trò chơi lần đầu tiên thu hút được một lượng lớn fan hâm mộ ở châu Á trước khi lan rộng ra toàn cầu: phát hành lần đầu tiên tại Trung Quốc vào cuối năm 2016, nó đã đạt 1 triệu lượt tải xuống tại Nhật Bản sau 11 ngày phát hành và IGN báo cáo rằng Honkai Impact 3rd đã thu thập tổng cộng 35 triệu lượt tải xuống trên toàn thế giới kể từ ngày 28 tháng 3 năm 2018. Trò chơi đã được phát hành tại Hàn Quốc, Đài Loan, Đông Nam Á, Bắc Mỹ và Châu Âu, và hỗ trợ nhiều ngôn ngữ bao gồm tiếng Trung giản thể, tiếng Trung phồn thể, tiếng Anh, tiếng Nhật, tiếng Hàn, tiếng Việt, tiếng Thái, tiếng Pháp, tiếng Đức và tiếng Indonesia.
Bên cạnh đó khi nó được phát hành và khi phiên bản PC chính thức được tạo ra, rất ít phương tiện truyền thông tập trung vào Honkai Impact 3rd. Việc cập nhật liên tục và đại tu các sự kiện và cơ chế của Honkai Impact 3rd khiến nhiều đánh giá được viết (khi trò chơi phát hành) thể hiện không chính xác về lối chơi và chất lượng của trò chơi hiện nay. Các đánh giá nói rằng trò chơi đã thay đổi qua những thăng trầm khi nó điều chỉnh hệ thống của mình và thử nghiệm các sự kiện trong trò chơi để cuối cùng hấp dẫn và thú vị hơn. Tương tự, nhiều hướng dẫn bài viết tồn tại cho các yếu tố gameplay không còn tồn tại trong trò chơi, chẳng hạn như các cơ sở. Phần lớn các bài báo gần đây (kể từ tháng 3 năm 2020) liên quan đến hoặc đề cập đến Honkai Impact 3rd đều công bố phát hành phiên bản PC hoặc đề cập đến nó trong khi có Genshin Impact, bản phát hành sắp tới của Mihoyo.
Trong một bài viết từ năm 2017, Ungeek.com nói rằng trò chơi này có một số hệ thống trò chơi sau này không trực quan và trích dẫn kích thước tải xuống lớn cho một trò chơi di động là tiêu cực. Bài đánh giá đã đánh giá cao chất lượng hình ảnh của trò chơi và dễ học cách chơi trò chơi, cũng như chất lượng chung của trò chơi, và tích cực khuyến nghị phát triển nó.  Bài báo đề cập rằng chất lượng của trò chơi tương đương với các trò chơi console.